# Scelotes caffer
Scelotes caffer — вид сцинкоподібних ящірок родини сцинкових (Scincidae). Ендемік Південно-Африканської Республіки.

## Поширення і екологія
Scelotes caffer мешкають на західному узбережжі ПАР та в Капських горах на півдні країни. Вони живуть під камінням та серед сухих чагарників.